# Píritu (Anzoátegui)
Píritu is een gemeente in de Venezolaanse staat Anzoátegui. De gemeente telt 28.900 inwoners. De hoofdplaats is Píritu.